# Cássio Medeiros
Cássio Medeiros (Florianópolis, 4 de novembro de 1906 — Blumenau, 27 de maio de 1976) foi um político brasileiro.
Filho de João José de Sousa Medeiros e de Adélia Cardoso Medeiros. Casou com Elisabeth Maria Flesh Medeiros.
Foi deputado à Assembleia Legislativa de Santa Catarina na 2ª legislatura (1951 — 1955), eleito pelo Partido de Representação Popular (PRP).